# 丽杯盘菌科
丽杯盘菌科为盘菌目的一科真菌。

## 下属分类
- 丽杯盘菌属 Caloscypha
- Kallistoskypha